# Теобалд от Каноса
Теобалд от Каноса или Тедалд (на италиански: Tedaldo di Canossa, Tedald, Theobald, † 1012) от Дом Каноса, лангобардските господари на замъка Каноса, е маркграф, от 980 г. граф на Бреша, от 981 г. на Модена, Ферара, Реджо и на Мантуа от 1006 г.

## Биография
Той е син на Адалберт Ато от Каноса († 13 февруари 988), първият граф на Каноса, и на съпругата му Хилдегард (Илдегарда) от Супонидите.
Теобалд е в опозиция към Ардуин от Иврея през 1002 г. През 1004 г. той придружава император Хайнрих II в неговата кампания в Италия и при неговата коронизация в Павия на 15 май.

## Фамилия
Теобалд се жени за Вила от Болоня от род Бозониди, дъщеря на Хуберт, херцог на Сполето (син на крал Хуго I) и на Вила, дъщеря на Бонифаций I маркграф на Сполето. Нейната сестра Берта се омъжва за Ардуин от Иврея. Двамата имат децата:
- Бонифаций III (IV) (* 985, † 6 май 1052), маркграф и единствен наследник, 1028/32 маркграф на Тоскана (Бонифаций IV), 1051 херцог на Сполето и маркграф на Камерино
- Теобалд (Тедалд), (* 990, † 12 юни 1036), епископ на Арецо от 1023 г.